# サブリナ・ジョニエ
サブリナ・ジョニエ（Sabrina Jonnier、1981年8月19日- ）は、フランスの女子マウンテンバイク（ダウンヒル、フォークロス）選手。

## 主な戦績

### 世界選手権自転車競技大会
2000年(シエラ・ネバダ)
フォークロス 3位
2002年(カプルン)
フォークロス 3位
2003年(ルガーノ)
フォークロス 2位
ダウンヒル 2位
2005年(リヴィーニョ)
ダウンヒル 2位
2006年(ロトルア)
ダウンヒル 優勝
2007年(フォート・ウィリアム)
ダウンヒル 優勝

### ワールドカップ
ダウンヒル
2003年、2005年、2007年 総合優勝
フォークロス
2004年 総合優勝